# Hirugo Cavus
L'Hirugo Cavus è una depressione presente sulla superficie di Tritone, il principale satellite naturale di Nettuno; il suo nome deriva da quello di Hirugo, una divinità giapponese nata sotto forma di medusa.